# 姆巴姆-伊努布州

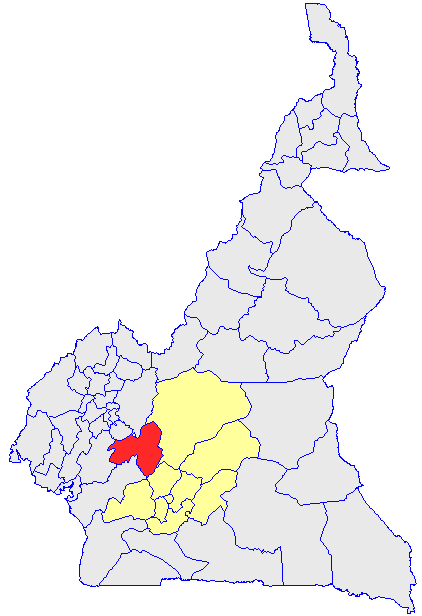

姆巴姆-伊努布州（法語：Mbam-et-Inoubou），是喀麥隆的58個州份之一，位於該國中部，由中部區負責管轄，西面是姆巴姆-基姆，面積7,125平方公里，2001年人口153,020，人口密度每平方公里21.5人。